# 智水乡
智水乡，是中华人民共和国四川省遂宁市大英县曾经下辖的一个乡。2019年9月，撤销五方乡和智水乡，将其所属行政区域划归玉峰镇管辖。

## 行政区划
智水乡撤销前下辖以下地区：
水观音社区、百家桥村、鲤鱼浸村、星宿沟村、斩龙垭村、智平村和智水村。